# Градишче при Раки
Градишче при Раки (словен. Gradišče pri Raki) је насељено место у општини Кршко, Посавска регија, Словенија.

## Историја
До територијалне реорганизације у Словенији било је у саставу старе општине Кршко.

## Становништво
У попису становништва из 2011. године, Градишче при Раки је имало 1 становника.
| Број становника према пописима | Број становника према пописима | Број становника према пописима |
| ------------------------------ | ------------------------------ | ------------------------------ |
| 1991                           | 2002                           | 2011                           |
| 7                              | З                              | 1                              |

Напомена: До 1953 исказивано под именом Градишче.
- Ознака З представља заштићене податке